# Castelo de Rambouillet

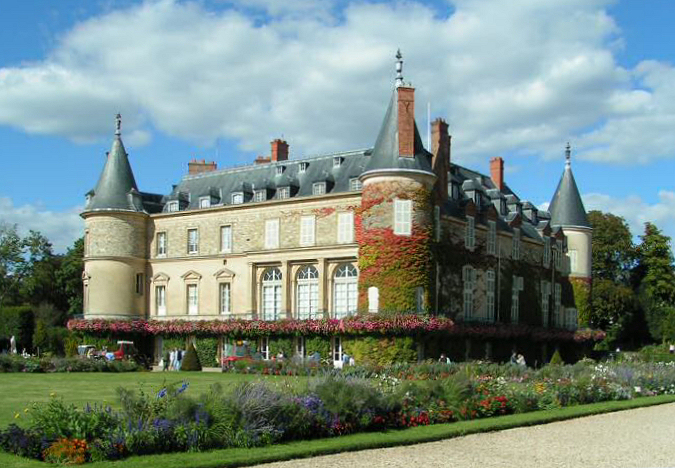
O Château de Rambouillet visto a partir do parque.

O Château de Rambouillet é um palácio francês, antiga residência Real e actualmente residência presidencial desde 1896. Fica situado em Rambouillet, sede de um arrondissement do sul de Yvelines, em França, dentro de um parque de 100 hectares no seio da Floresta de Rambouillet.

## História

### As origens. A família d'Angennes
Em 1368, Jean Bernier, cavaleiro, conselheiro e mestre dos pedidos da residência do Rei, magistrado de Paris, comprou a Girard de Tournebu um simples solar que fez transformar, em 1374 num verdadeiro château fortificado e rodeado por fossos. Este palácio primitivo tinha um plano pentagonal irregular, com um corpo de casas triangular guarnecidas com  torreões, uma grande torre, uma pequena fortificação à entrada e um pátio fechado por muralhas. Estas transformações devem ser compreendidas como parte da prescrição de Carlos V que, em 19 de Julho de 1367, ordenou que todos os castelos fossem armados; foi também nesta época que o rei fez fortificar o Palácio do Louvre e a Bastilha.
A partir de 1384, Guillaume, filho de Jean Bernier, vendeu o seu novo palácio a Regnault d'Angennes,escudeiro e primeiro valete do Rei. O edifício ficaria na família d'Angennes durante mais de três séculos, até 1699.
Durante a Guerra dos Cem Anos, o palácio foi pilhado e incendiado entre 1425 e 1428, mas restaurado, em 1484, por Jean II d'Angennes e sua esposa. Jacques d'Angennes (1514-1562), capitão do corpo de guardas do Rei Francisco I,aumentou o domínio ao comprar as terras de Auffargis e de Poigny, a castelania de Essarts-le-Roi e diversos terrenos nos arredores, constituindo, assim, um magnífico domínio de caça. Grande amante da caça, Francisco I vinha frequentemente a Rambouillet. Segundo a tradição, o Rei morreu vitimado por uma septicémia, a 31 de Março de 1547, no quarto alto da grande torre, a qual ainda subsiste apesar das consideráveis transformações sofridas pelo palácio.

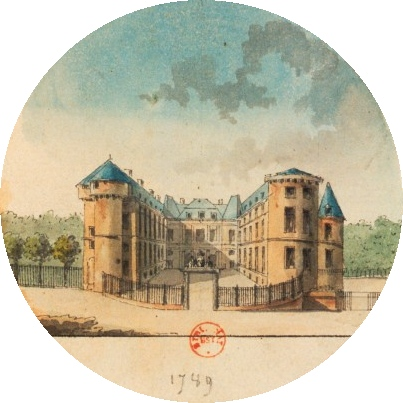

Jacques d'Angennes também providenciou a ornamentação do palácio. No rés-do-chão, fez instalar uma grande sala ao gosto italiano, com paredes cobertas por placas de mármore, pelo mestre pedreiro Olivier Ymbert, autor do vizinho Château de Thoiry. Fez igualmente construir uma grande escadaria em tijolo e pedra.
Em 1612, Luís XIII elevou a povoação de Rambouillet a marquesado em proveito da família d'Angennes. Foi nesta época que Catherine de Vivonne, Marquesa de Rambouillet, casada com Charles d'Angennes, teve residência no seu Hôtel de Rambouillet, em Paris. À sua filha, Julie d'Angennes, foi dedicada a famosa Guirlande de Julie (manuscrito poético). Julie casou com o Duque de Montausier, a quem deu como dote o domínio de Rambouillet. Este aumentou o domínio através de importantes aquisições efectuadas entre 1670 e 1681, além de fazer redesenhar os jardins. É possível que o célebre Jean-Baptiste de La Quintinie tenha criado lá um pomar.

### Fleuriau d'Armenonville e a criação dos jardins
Na sequência do casamento da segunda filha de Julie d'Angennes, o domínio passou para o Duque de Uzès. Este nobre, devido a problemas financeiros, acabou por vender a herdade, em 1699, a um dos seus credores, Joseph Fleuriau d'Armenonville.
Fleuriau d'Armenonville, que dispensou apenas 140.000 livres (antiga moeda francesa) para adquirir o domínio, o qual viria a render-lhe 500.000 no período de alguns anos. Segundo a tradição, foi ele quem fez transformar os jardins à francesa, criando uma sucessão de parterres e de planos de água, alimentados pelas numerosas fontes dos seus terrenos pantanosos. Foi escavado um canal no eixo da fachada Sudoeste do palácio e prolongado por por um tapete verde. Um outro canal, perpendicular, ficava ao longo dos parterres de cercadura que se estendiam junto ao palácio. Para além desses parterres foram dispostos três tanques de formas diferentes. O parque foi decorado por Simon Mazière, Pierre Legros e René Frémin.

### O Château dos Bourbons
Louis Alexandre de Bourbon, Conde de Toulouse, filho natural legitimado de Luís XIV e de Madame de Montespan, almirante de França, desejava possuir um domínio de caça nos arredores de Paris, tendo fixado a sua escolha em Rambouillet. Fleuriau d'Armenonville foi forçado a ceder-lhe o domínio em 1706, por uma soma de 500.000 livres.
O Conde de Toulouse desenvolveu e ornamentou consideravelmente o domínio. Procedeu a importantes aquisições fundiárias, juntando o marquesado de Rambouillet às terras de Saint-Léger-en-Yvelines, Montfort-l'Amaury, Gazeran e a uma boa parte do ducado d'Épernon. Eleva assim o domínio até aos 13.000 hectares. Fez construir esplêndidas cavalariças e vastas áreas de serviço, ligadas ao palácio por um subterrâneo. Mandou realizar, igualmente, importantes trabalhos no próprio palácio.
A sua primeira campanha de construções teve lugar entre 1706 e 1709, sob a direcção de Pierre Cailleteau chamado de "Lassurance". As fachadas viradas ao pátio foram homogeneizadas e o pátio fechado por um gradeamento semi-circular. A ala Noroeste (actualmente destruída) foi dotada de uma fachada curvada sobre o jardim e de uma escadaria exterior em forma de ferradura. Em Agosto de 1707, quando o essencial dos seus trabalhos estavam concluídos, o palácio recebeu a visita de Luís, o grande delfim de França, de Luís de França, Duque da Borgonha, de Maria Adelaide de Saboia, de Maria Teresa de Bourbon-Condé, Princesa de Conti e de numerosos cortesãos. O próprio Luís XIV foi duas vezes a Rambouillet visitar o seu filho, na companhia de Madame de Maintenon, a segunda vez pouco antes da sua morte, em 1714.

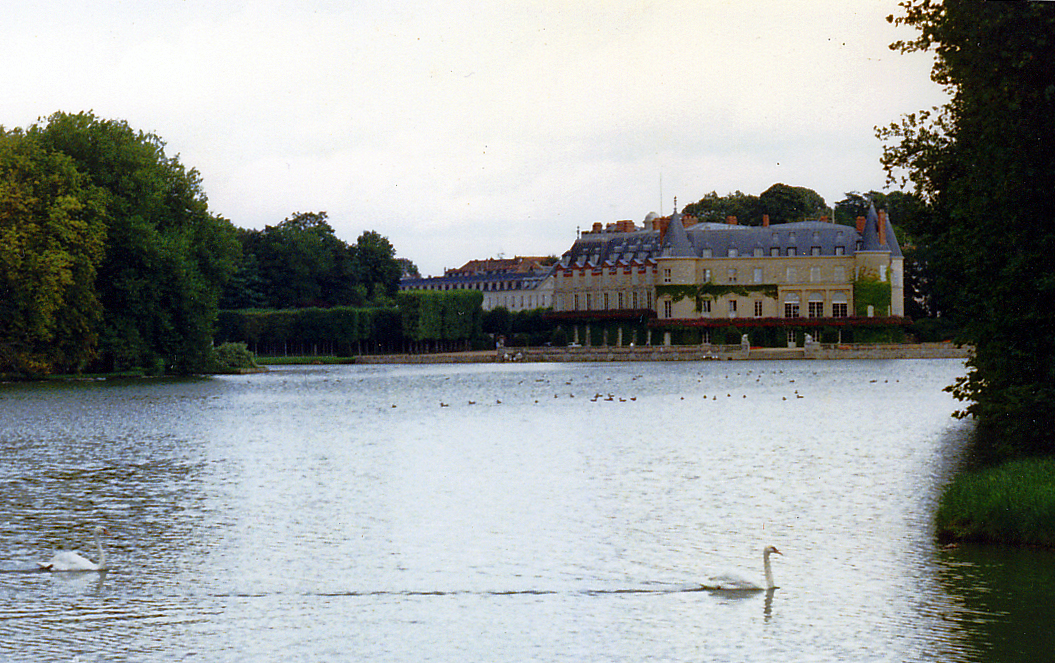
O Château de Rambouillet rodeado por águas calmas.

Quando deixou o Conselho de Regência, em 1722, o Conde de Toulouse retirou-se para Rambouillet. Entre 1730 e 1736 lançou uma segunda campanha de obras sob a direcção do arquitecto Desgots, chamado de "Legoux". Estes trabalhos visavam duplicar a ala Oeste pela criação de um apartamento chamado de "appartement d'assemblée" (apartamento de assembleia). Apesar da importância do projecto, a intervenção de Desgots foi relativamente discreta. Fez
deslocar a torreta de ângulo para não perturbar o equilíbrio do palácio. A principal originalidade consistia numa varanda da fachada Sul, que corria ao longo do novo apartamento, disposição que há muito tempo passara de moda. Os ordenamentos interiores, realizados na mesma época e cuja essência se mantém na actualidade, são, em compensação, de um grande luxo. Um bonito conjunto de apainelamentos esculpidos foi realizado pelos ornamentistas François-Antoine Vassé e Jacques Verberckt.
À morte do Conde de Toulouse, em 1737, o domínio passou para o seu único filho, Louis Jean Marie de Bourbon, Duque de Penthièvre. Nascido em Rambouillet, o duque passou longas temporadas no palácio e dedicou-se, principalmente, ao embelezamento dos jardins. Fez desenvolver a rede de canais para constituir um conjunto de ilhas e mandou arranjar à inglesa 25 hectares do parque, com oficinas, de acordo com a moda que começava, então, a espalhar-se. A cabana de conchas, a ermida e o pavilhão chinês datam da década de 1770.
Luís XVI que, tal como Luís XV, caçava frequentemente nas florestas de Yvelines, mas achava o seu Château de Saint-Hubert demasiado exíguo, ordenou ao seu primo, o Duque de Penthièvre, que lhe cedesse o Château de Rambouillet. A venda ficou concluída em Dezembro de 1783 pela soma considerável de 16 milhões de livres. Luís XVI pensou imediatamente em reconstruir o palácio, mas os planos pedidos ao arquitecto Jean Augustin Renard não foram conclusivos, tendo em conta os constrangimentos do lugar, nomeadamente a proximidade da cidade e a presença do canal.
O Rei decidiu conservar, definitivamente, o palácio mas fez construir, sob a direcção do arquitecto Jacques Jean Thévenin, vastas áreas de serviço. No local das antigas cavalariças construiu alojamentos que podiam acolher 400 criados. Criou ainda novas cavalariças com capacidade para 500 cavalos. Na cidade foram construídos o palacete do governo, o tribunal, o edifício de veneria (caça a cavalo com uma matilha de cães), assim como o palacete para o governador de Rambouillet, Charles Claude Flahaut de La Billarderie, Conde d'Angivillers.
Maria Antonieta detestava Rambouillet, onde encontrava uma aparência gótica. Para tentar seduzi-la, Luís XVI fez construir no maior segredo uma magnífica leitaria, inaugurada em Junho de 1787, e mandou reorganizar os jardins por Hubert Robert.

### Rambouillet no século XIX
Sob a Revolução, o domínio foi abandonado. Napoleão I fez restaurar o palácio, inscrevendo-o na sua lista civil. Ele apreciava Rambouillet pelas possibilidades cinegéticas que o domínio oferecia, pelo que empreendeu trabalhos de reordenamento no edifício. Uma primeira campanha, sob a direcção do arquitecto Guillaume Trepsat, conduziu, em1805, à demolição da ala Noroeste, desequilibrando de forma irremediável a composição do pátio de honra. Pensou, então, em reconstruir todo o edifício, tendo sido elaborados vários projectos, em 1809, pelo arquitecto Auguste Famin, embora nenhum deles tenha sido retido. Famin, no entanto, foi encarregado de rever um certo número de circulações interiores, assim como a decoração de vários apartamentos. No parque, espalhou novas oficinas e fez plantar novas essências, entre as quais uma alameda de "ciprestes da Louisiana" (Taxodium distichums), a primeira na França, a qual ficaria célebre (foi, infelizmente, abatida durante uma tempestade, em Dezembro de 1999).

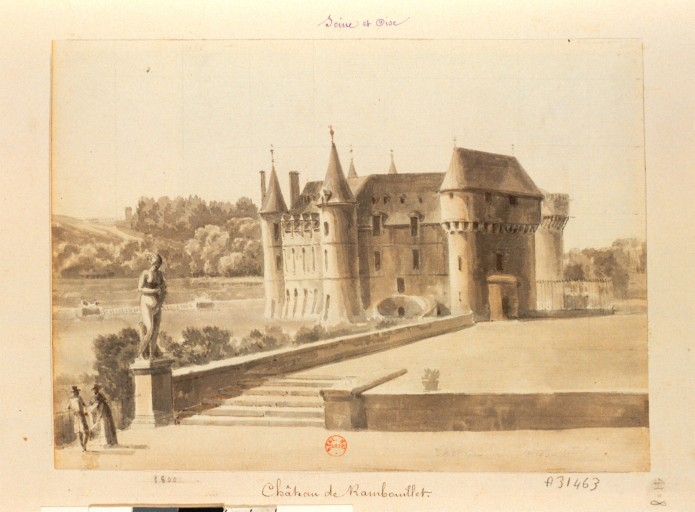

No caminho do exílio, Napoleão Bonaparte passou por Rambouillet na noite de 29 para 30 de Junho de 1815. Com o regresso dos Bourbons ao trono, o palácio foi remobiliado e executaram-se trabalhos para remover as insignias imperiais. Foi iniciada uma alteração à fachada voltada para o jardim, mas o estaleiro foi interrompido depois de se terem feito três aberturas na parede, o que dá, actualmente, um aspecto estranho e pouco homogéneo a esta parte do palácio.
Carlos X gostava de caçar em Rambouillet. Foi lá que, também ele tomando a rota do exílio, abdicou a favor do seu neto, Henrique d'Artois, Duque de Bordéus, no dia 2 de Agosto de 1830.
Luís Filipe não quis conservar o palácio na sua lista civil e remeteu-o à administração dos domínios, que o arrendou a diversos ocupantes, nomeadamente a Fernand de Schickler, Barão de Schickler, a Tanneguy Duchâtel, Conde Duchâtel, a um restaurante de luxo e a um círculo parisiense.
Em 1852, reintegrou a lista civil de Napoleão III, que fez ali algumas estadias.

### Rambouillet, residência presidencial
Após a queda do Segundo Império, a administração encarou a hipótese de transformar o palácio em hospital, provocando os protestos indignados de Adolphe Thiers mas, a partir de 1883, os Presidentes da República retomaram a tradição das caçadas em Rambouillet. Jules Grévy, Sadi Carnot e Jean Casimir-Perier gostavam do palácio. O edifício foi adaptado a residência de Verão por Félix Faure e tornou-se oficialmente residência presidencial no dia 23 de Fevereiro de 1886, estatuto que divide com outros palácios franceses como o Palácio do Eliseu, sede da Presidência em Paris, ou o Fort de Brégançon, próximo de Marselha.
O Château de Rambouillet foi sede da primeira reunião dos países mais industrializados do mundo (G6), por iniciativa do Presidente Valéry Giscard d'Estaing, em 1975. Participaram seis países: a Alemanha (Helmut Schmidt), os Estados Unidos da América (Gerald Ford), a França, a Itália (Aldo Moro), o Japão (Takeo Miki) e o Reino Unido (Harold Wilson) .
Desde então, o palácio acolhe regularmente chefes de estado estrangeiros de visita à França, como por exemplo Boris Iéltsin, Hosni Mubarak e Nelson Mandela.
Em 1999 foi redigido o acordo de Rambouillet, uma proposta de acordo de paz entre a Jugoslávia e os albaneses do Kosovo. A Jugoslávia rejeitou esse acordo, o que conduziu à Guerra do Kosovo.
A partir de Maio de 2007, o Château de Rambouillet foi colocado à disposição do Primeiro-Ministro da França pelo Presidente da República, depois da anexação, por este, da residência oficial dos chefes de governo em "La Lanterne", um pavilhão do Palácio de Versailles.

## Dependências

### A cabana das conchas
A cabana das conchas foi edificada pela década de 1770, por Claude-Martin Goupy, arquitecto de Luís João Maria de Bourbon, Duque de Penthièvre, para a nora deste último, Maria Luísa de Saboia-Carignan, Princesa de Lamballe. 
Esta cabana é reveladora da inclinação pela pitoresca rusticidade que se desenvolveu a partir de 1760, a qual é atestada, igualmente, pelo hameau de la Reine (aldeola da Rainha), em Versailles (construído entre 1783 e 1787). Do exterior, esta construção assemelha-se a uma cabana e, de resto, estava originalmente coberta de colmo embora o interior fosse ricamente decorado com mármore, conchas e madrepérola.

### A ermida
Realizada sobre uma alta escarpa do parque, chamada "do Coudray", a Ermida corresponde, igualmente, a um exercício quase obrigatório nos parques à inglesa da segunda metade do século XVIII. Esta esrmida data, como a cabana de conchas, da campanha de trabalhos efectuadas na década de 1770 por Claude-Martin Goupy para o Duque de Penthièvre. Muito mais vasta que a maioria das ermidas contemporâneas, compreende várias peças, entre as quais uma capela. Danificada por um incêndio em 1977, entrou em obras de restauro no ano de 2005.

### A leitaria da Rainha
A leitaria da Rainha foi construída em 1785 por ordem de Luís XVI para Maria Antonieta, numa tentativa de fazê-la gostar de Rambouillet recordando-lhe o Petit Trianon de Versailles. Mais tarde, a leitaria foi renovada por Napoleão Bonaparte.
Edificada pelo arquitecto Thévenin, a leitaria constitui uma das mais importantes oficinas de jardim do século XVIII. Compreende uma sala redonda coroada por uma cúpula, a qual abre sobre uma gruta que protege uma ninfa com uma cabra Amaltéia, devida a Pierre Julien (1787).